# سوتلانا گونچارنکو
سوتلانا گونچارنکو (روسی: Светлана Валентиновна Гончаренко؛ زادهٔ ۲۸ مهٔ ۱۹۷۱) دونده، و ورزشکار دو و میدانی اهل روسیه است.